# 姜昂
姜昂（きょう こう、生没年不詳）は、明代の官僚。字は恒頫。本貫は蘇州府太倉州。

## 生涯
姜敏の子として生まれた。1472年（成化8年）、進士に及第した。棗強知県に任じられた。のちに監察御史に転じた。1486年（成化22年）、同僚たちとともに方士の李孜省の罪を弾劾し、午門の外で杖罰を受けた。老齢の母のために南方への転任を求めた。ほどなく河南知府として出向した。のちに寧波知府に転じ、福建左参政に抜擢された。母の介護のために退官を希望し、帰郷した。服喪中に死去した。
子に姜龍があった。